# Claudio Boutelou y Agraz
Claudio Boutelou Agraz est un jardinier, horticulteur, introducteur, professeur d'agriculture en charge de nombreux jardins royaux espagnols. Auteur avec son frère Estéban du Tratado de la Huerta  des Elementos de Agricultura et du Tratado de las Flores.
Il possédait une importante bibliothèque et un herbier dont 4155 folios sont conservées dans l'Herbarium de l'Université de Séville.

## Biographie
Né à Aranjuez en 1774, mort à Séville en 1842. Membre de la « longue dynastie des jardiniers Boutelou », il a pour grand-père Etienne Boutelou venu en 1710 sous Philippe V, chef jardinier à Aranjuez (1716) et La Granja, auteur des plans de ces jardins, jardinier du Potager de la Reine en 1720. Son père est Pablo Boutelou successeur d'Estéban à Aranjuez qui étudie en France, à La Haye, à Londres.
Ils sont appelés avec leur père los  “Bouteloues”, jardinier et arboriste principal de jardins royaux. Son frère est Estéban y Agraz III (1773-1813) qui travaille au Jardin Botanique de Madrid et au Jardin Botanique de Sanlúcar El Botánico. Il a pour fils Pablo (1817-1846) professeur de botanique, auteur de Memoria acerca la aclimatisacion de plantas esoticas (1812).
Il est le créateur sous Charles III du Jardin du Prince, travaille aux jardins d'Aranjuez et du Jardines de las delicias à Séville (1826-29). L'infant Don Luis, frère de Carlos III, renouant avec la vieille tradition espagnole souhaite planter des fruitiers dans tous le pays, et en premier lieu dans son verger de Boadilla del Monte, à Madrid sur la Cuesta de San Vicente, à côté du Palais Royal. Claudio est chargé du projet, en 1799 il est jardinier principal du Jardin Botanique de Madrid; en 1804, directeur adjoint, directeur en 1807 et deuxième professeur de botanique. En 1803, directeur jardinier et arboriculteur du Buen Retiro à Madrid.
En 1816, il occupe la chaire d'Agriculture d'Alicante, à Séville il conduit l'assèchement des marais du Guadalquivir, réalise l'acclimatation du tabac et tente celle le cacao au Jardin Botanique de Malaga. En 1832, il est nommé professeur à l'Université de Séville. Il était membre des Académies Royales de Médecine de Madrid et de Murcie et de celle des Sciences et Arts de Barcelone, membre émérite des Sociétés Royales Économiques de Madrid, Valence et Jaén, et membre de la Société d'Histoire Naturelle de Paris.
Ils ont laissé, seuls ou conjointement, de nombreux textes qui sont toujours consultés.

### Eponymie
Les frères Boutelou ont donné leur nom au genre Bouteloua (graminées) et aux espèces: Iberis bouteloui Willk. (1847), Lotier maritime Lotus bouteloui Nyman (1865), Tetragonolobus bouteloui Willk. (1852).

## Publications
- Claudio et Estéban Boutelou. (es)Observaciones sobre las plantas y yerbas de que se componen los prados naturales y artificiales de Inglaterra, con sus nombres botánicos según Linneo, los castellanos, ingleses y franceses. Semanario de Agricultura y Artes : dirigido á los párrocos de órden superior, Tom 2, pp. 129–132. 1797[13].
- Estévan et Claudio Boutelou, (es)sobre el cultivo de varios granos. Semanario de Agricultura y Artes : dirigido á los párrocos de órden superior, Tom 5, pp. 17–32. 1799[14].
- Claudio et Estéban Boutelou. (es)Tratado de la huerta, Ó método de cultivar toda classe de hortalizas. Madrid, imp. de Villapando. 400p. 1801, 1803[15]. Madrid Dávila 444 p. 1813[16].

- Claudio et Estéban Boutelou. (es)Razon de las especies mas raras de árboles y de arbustos que se cultivan al aire libre en los jardines de Aranjuez, Madrid, Semanario de Agricultura y Artes. Tom IV pp; 263-284. 1801.
- Estévan et Claudio Boutelou. (es)Sobre el cultivo de varios granos Semanario de Agricultura y Artes, Tom V, pp. 17-32. 10 janvier 1799[14].Le traité du Potager avec tous les légumes est le livre le plus régulièrement lu et réédité des Frères Boutelou

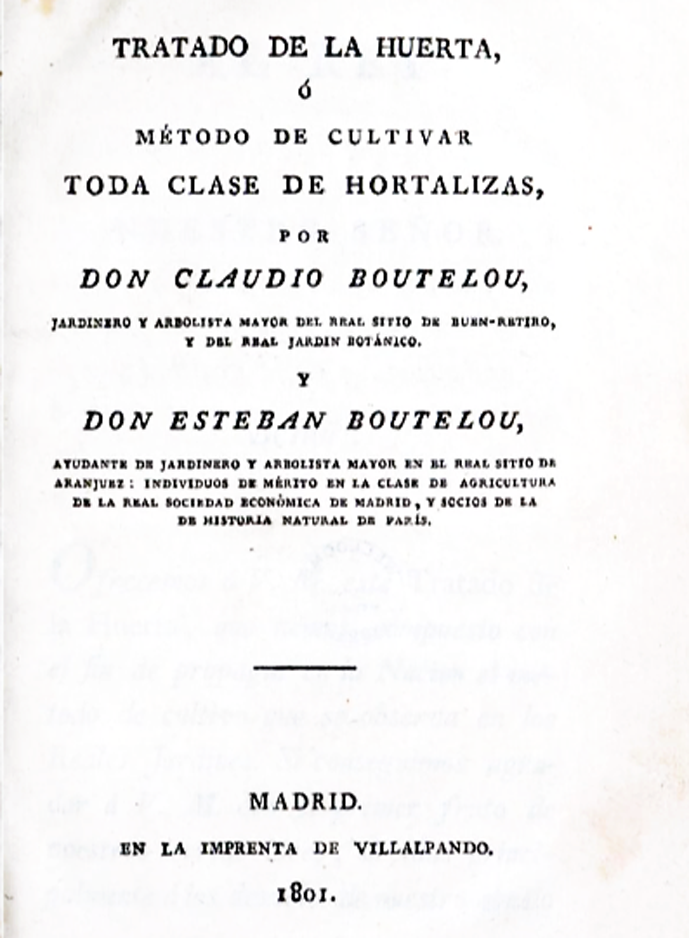
Le traité du Potager avec tous les légumes est le livre le plus régulièrement lu et réédité des Frères Boutelou

- (es)De una especie nueva de Jacinto, Hyacinthus bifolius Tah,. Anales de Ciencias naturales. Imprenta Real por D. Pedro Julián Pereyra, impresor de la Cámara de S.M., pp. 134-135. 1802[17]
- (es)De las diferentes clases de tierra. Semanario de Agricultura y Artes. Tom. XVIII. pp. 225-240. 1805[18].
- (es)Cultivo general de árboles frutales, extractado principalmente de Duhamel, con varias adiciones arregladas á !a práctica de los Jardines de S. M. Semanario de Agricultura y Artes. Tom XVIII pp.33-48. 18 juillet 1805[19].
- (es)Del cultivo de la Palma del dátil, Phoenix dactylifera Lin. Semanario de Agricultura y Artes Tomo XVIII pp.113-128. 22 aout 1805[20].
- (es)Sobre alternar las cosechas ; Continuación del plantío de árboles de sombra. Semanario de Agricultura y Artes. Tom XVIII, pp. 209-224. 1805[21].
- (es)Sobre la dirección y conservación de los plantíos de árboles de sombra. Semanario de Agricultura y Artes.Tom XVIII pp.161-176. 12 septembre 1805[22], suite 26 septembre 1805[23].
- (es)Nombre y cultivo de la planta llamada vulgarmente salicor en la Mancha, Semanario de Agricultura publicó. pp. 113-128. 20 février 1806[24].
- Claudio et Estéban Boutelou. El Almanak de hortelanos, Madrid, Semanario de Agricultura y Artes, tom. XXII et XXIII. 1807-1808[25].
- (es)Discurso acerca del origen y progresos de la Agricultura De Sus Ventajas Y De La Necesidad De Su Enseñanza. Alicante, En la oficina de Nicolás Carratalá é Hijos. 44 p. 1816[26].
- (es)Tratado del injerto, en que se explica todo lo correspondiente al arte de injertar. Madrid, Martinez Davila, 232 p. 1817[27],[28].

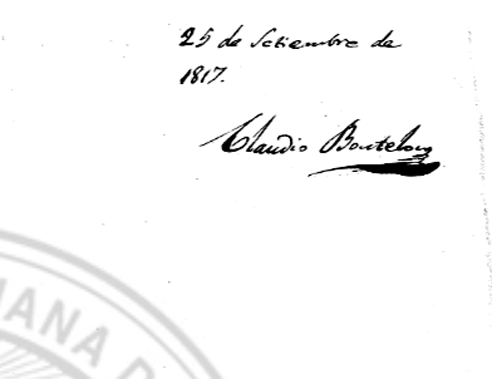
Signature de Claudio Boutelou sur Elementos de Agricultura

- Signature de Claudio Boutelou sur Elementos de AgriculturaElementos de Agricultura. Madrid. Oficina de Francisco Martinez Dávila, Tom I Parte teórica 209 p. 1817[29].
- (es)Tratado de los flores, en que se explica el método de cultivar las plantas que sirven para adorno de los jardines, Madrid F. Martinez Dávila. 428 p. 1804[30]. 2nd éd. 1827[31].
- (es)Informe sobre la connaturalización y cultivo del cacao y del añil en Málaga. Archives du ministère des Travaux publics. 1830[32].
- (es)Instrucció per cultivar l'arrós de secá en las provincias d'España. Barcelone, Imprenta de la Viuda y Fills de D. Anton Brusi, 9 p. 1831[33].

## Pages connexes
- Simón de Rojas Clemente y Rubio

### liens externes
- Académie Royale d'Histoire: Biographie de Claudio Boutelou